# Neuvy-au-Houlme
Neuvy-au-Houlme – miejscowość i gmina we Francji, w regionie Normandia, w departamencie Orne.
Według danych na rok 1990 gminę zamieszkiwało 218 osób, a gęstość zaludnienia wynosiła 14 osób/km² (wśród 1815 gmin Dolnej Normandii Neuvy-au-Houlme plasuje się na 670. miejscu pod względem liczby ludności, natomiast pod względem powierzchni na miejscu 215.).